# 謝明山
謝明山（1911年—1990年12月3日），台湾化工业元老，台湾现代化工研究、化工教育的主要奠基人之一。浙江鄞县人。

## 生平
大清宣统三年（1911年），生于宁波府鄞县。家庭信奉基督教。祖父为寧波府長老教會長老。先世与明末大学士謝三賓同族。
早年考入南京国立中央大学。1936年，以第一名考取庚子赔款奖学金留学英国，入倫敦大學（今分出伦敦帝国学院）深造。1939年，獲得化工博士學位。
回國，曾任国立西南联合大学化工系系主任。
1949年赴台湾。历任国立臺灣大學化工系教授、系主任。中原理工學院（今中原大學）創校之後，曾任院長（今为校长）多年。1968年，應東海大學校长吳德耀邀请，出任東海大學工學院院长。
1971年，出任中华民国教育部政務次長。
1972年6月，應東海大學校董事會之聘，返東海大學出任校長，任期至1978年6月，为東海大學第三任校长。
1960年，出任台灣化學工程學會第七任理事长。1956年，1957年，1959年，1961年，1962年，1968年，担任台灣化學工程學會常务理事。曾任台灣鹼業公司（今臺鹽實業公司）協理。
后移居美国加州。1990年12月3日下午6時，因心臟病突发，逝世于美國加州橙縣醫院，年80。

## 相关著作
- 《謝明山校長：收回校地開創新局面,促使東海獨立自主者》，陳瑞洲, 謝鶯興，1998年